# Making Change
Making Change es una película de 2012 dirigida por Wesley Wittkamper y protagonizada por Steve Guttenberg, Ed Begley Jr. y Cam Gigandet.

## Trama
Está basada en una historia verdadera de un periódico sin hogar del mismo nombre. Es sobre un grupo de desertores de la sociedad que toman la lucha contra un gobierno que quiere criminalizar a los ciudadanos y las iglesias que alimentan a los hambrientos.

## Elenco
- Steve Guttenberg - Trafton
- Ed Begley Jr. - Simmons
- Cam Gigandet  - Bishop
- Jonathon Trent  - Jake
- Christina R. Copeland - Nita